# Platypalpus caroli
Platypalpus caroli är en tvåvingeart som beskrevs av Patrick Grootaert 1987. Platypalpus caroli ingår i släktet Platypalpus och familjen puckeldansflugor.
Artens utbredningsområde är Belgien. Inga underarter finns listade i Catalogue of Life.